# 川畑聡一郎
川畑 聡一郎（かわばた そういちろう、1975年6月10日 - 2005年11月22日）は、日本の漫画家。鹿児島県出身。鹿児島市にある学校法人赤塚学園ビジネス専門学校デザイン科卒業（現在のタラデザイン専門学校）。

## 概要
第7回MANGA OPEN佳作受賞作「DOG DAYS」、第8回「ジダラクノウタ」でデビュー。
主に『週刊モーニング』（講談社）などで作品を発表していた。
2005年11月22日、ガンのため死去。

## 作品
- ALL WORKS
- S60チルドレン
- 無頼犬テイル